# Gamba roja pintada
La gamba roja pintada o xuït (Tringa erythropus) és una espècie d'ocell de la família dels escolopàcids (Scolopacidae) que a l'estiu habita la tundra pantanosa d'Euràsia boreal, des d'Escandinàvia, cap a l'est, a través del nord de Rússia i de Sibèria fins Txukotka. En hivern habita pantans i llacs d'Euràsia meridional i Àfrica. Als Països Catalans es presenta en escàs nombre a l'hivern o durant les migracions, principalment al delta de l'Ebre, essent rar a les Balears.

## Morfologia
La gamba roja pintada fa una llargada de 29-31 cm, amb una envergadura de 61-67 cm i un pes de 121-205 grams.
Té un plomatge hivernal grisenc i pàl·lid, mentre que la seva lliurea reproductora és negra.